# Analytical Biochemistry
Analytical Biochemistry: Methods in the Biological Sciences (nach ISO 4 abgekürzt Anal. Biochem.) ist eine wissenschaftliche Fachzeitschrift, die vom Verlag Elsevier herausgegeben wird. Die Erstausgabe erschien im Juni 1960. Die Zeitschrift veröffentlicht Artikel und Übersichten zu Methoden aus folgenden Bereichen: Analytische Techniken, Membranen und Membranproteine, molekulare Genetik, insbesondere Klonierung, DNA-Sequenzierung und Mutagenese, neue Methoden der Proteinreinigung, immunologische Techniken in der Biochemie, Immunassays mit neuen Ansätzen, Zellbiologie, allgemeine Zell- und Organkultur sowie pharmakologische und toxikologische Untersuchungstechniken. Daneben enthält die Zeitschrift noch die Sektionen zu Übersichtsarbeiten sowie Mitteilungen und Tipps.
Der Impact Factor lag im Jahr 2019 bei 2,877. Nach der Statistik des ISI Web of Knowledge wird das Journal mit diesem Impact Factor in der Kategorie Biochemie und Molekularbiologie an 186. Stelle von 289 Zeitschriften, in der Kategorie biochemische Untersuchungsmethoden an 44. Stelle von 79 Zeitschriften und in der Kategorie analytische Chemie an 32. Stelle von 74 Zeitschriften geführt.
Chefherausgeber ist William Jakoby, Bethesda, Vereinigte Staaten.